# Distretto di San Pedro de Huacarpana
Il distretto di San Pedro de Huacarpana è uno degli undici distretti della provincia di Chincha, in Perù. Si trova nella regione di Ica e si estende su una superficie di 222,.45 chilometri quadrati.